# Serguéi Sudeikin
Serguéi Yúrievich Sudeikin, también conocido como Serge Soudeikine (19 de marzo de 1882 - 12 de agosto de 1946), fue un artista ruso y diseñador escénico asociado con los Ballets Rusos y la Ópera del Metropolitan.
Entre 1897 y 1909 estudió en la Escuela de Pintura, Escultura y Arquitectura de Moscú. Tras haber sido censurado en una exposición estudiantil de la Escuela por sus "dibujos obscenos", Sudeikin se unió al movimiento Mir iskusstva (mundo del arte). Entre sus amigos íntimos estaban el poeta Mijaíl Kuzmín y el empresario Serguéi Diáguilev, por cuya invitación marchó a París en 1906 para la Exposición del Salon d'Automne, donde su obra fue mostrada por primera vez en el extranjero. En 1907-1909, estuvo casado con la actriz Olga Glébova (1885-1945), una de las bellezas más famosas de San Petersburgo y mejor amiga de Anna Ajmátova. Glébova-Sudéikina es el principal personaje y dedicataria de la obra más larga de Anna Ajmátova, "El Poema sin Héroe" (1940-65). 
Sudeikin diseñó la escena y el vestuario para la producción de Diáguilev La tragédie de Salomé de Florent Schmitt en 1913, y asistió en la ejecución de los diseños de Nikolái Roerich para La consagración de la primavera de Stravinski el mismo año. En el tiempo de la Revolución de Octubre (1917), Sudeikin era uno de los diseñadores teatrales más destacados de su generación en Rusia. En 1913, se fugó a París con la bailarina Vera de Bosset, con la que se casó en 1918, y que en los años 1920 lo dejó y se convirtió en la amante y finalmente la segunda esposa de Stravinski.

## Enlaces externos

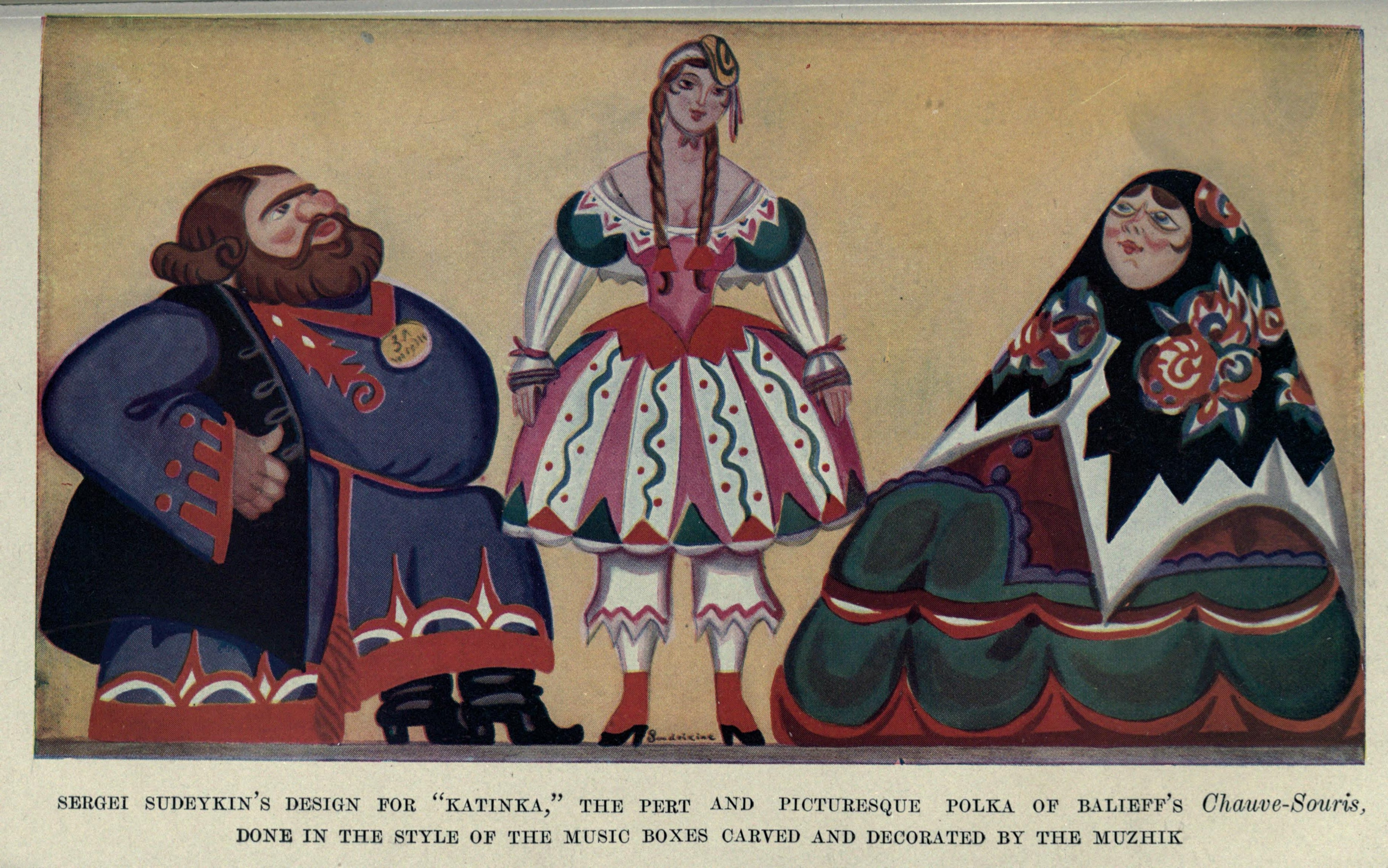
Un diseño hecho por Sudeikin.